# Chasqui

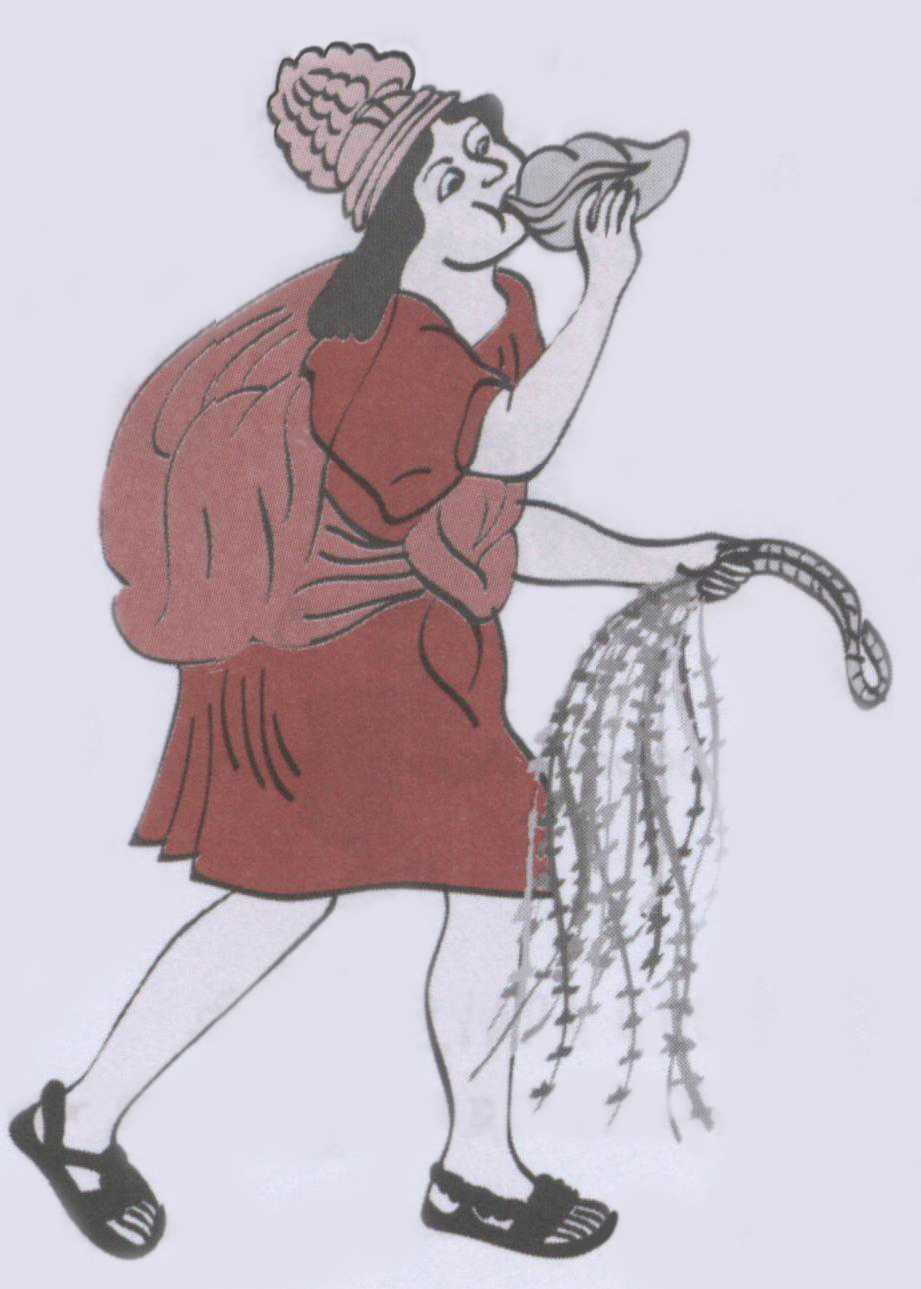
Een 16e-eeuwse tekening van een chasqui (Felipe Guamán Poma de Ayala, 1616).

Een chasqui was een boodschapper uit het rijk der Inca's. Zij waren in staat om boodschappen over te brengen over een afstand van 240 kilometer per dag via hun eigen distributiesysteem.  Naast boodschapper konden ze quipu's opstellen en lezen.  Verder hielpen ze de inspecteur-generaal.

## Distributiesysteem
De chasqui waren verspreid over afstanden van duizenden kilometers waarbij gebruik werd gemaakt van het Inca-wegennetwerk en touwbruggen in de Andes in het huidige Peru en Ecuador.
Wanneer de chasqui een boodschap ontving, ging hij naar het volgende tambo, een soort van postkantoor. In een dergelijke tambo gaf men de boodschap door aan de volgende chasqui. Er waren gradaties bij de chasqui en niet elke chasqui mocht zomaar elk type boodschap overbrengen.

## Poststukken
Een chasqui had minimaal twee voorwerpen bij zich, een quipu en een pututu. De quipu is een aaneenschakeling van koorden en knopen die een geschreven boodschap bevatte. Daarbij hoorde een gesproken boodschap die de chasqui van buiten diende te leren van de vorige chasqui of de verzender. De pututu was een zeeschelp. Wanneer de chasqui een tambo naderde, gebruikte hij de zeeschelp als soort van trompet zodat de volgende chasqui zich kon gereed maken om te vertrekken.